# 翁應輝
翁應輝（英語：Alan Yung Ying-fai，1966年7月20日—），香港公務員，曾擔任總選舉事務主任，現任社會福利署助理署長，主管策劃及發展科。

## 生平
翁應輝在1988年8月起加入香港政府行政主任職系，曾於多個決策科局及部門任職。他在2020年1月14日接替署理職務的黃文超擔任總選舉事務主任，主管選舉事務處工作。翁在上任後隨即接手2019年區議會選舉的善後工作及2020年立法會選舉的準備工作，惟後者因港府以冠狀病毒病疫情危害公眾安全為由而延期舉行。
在2021年全國人大修改香港選舉制度後，翁亦繼續負責籌備2021年選委會界別分組選舉及2021年立法會選舉。他先於2021年選委會選舉點票安排上失當導致嚴重延誤，再於2021年立法會選舉時在票站引入電子派發選票系統亦造成票站混亂。因此，他及政制及內地事務局局長曾國衞曾多次公開致歉。事後，翁被港府調職，並由黃文超於2022年1月12日再度接任總選舉事務主任。翁遂調往社會福利署出任助理署長，主管策劃及發展科。